# L'Idole (film, 2002)
Pour les articles homonymes, voir L'Idole.
Pour plus de détails, voir Fiche technique et Distribution.
L'Idole est un film franco-germano-japonais réalisé par Samantha Lang, sorti en 2002.

## Synopsis
Sarah, jeune comédienne anglophone réduite à jouer les doublures, vit à Paris dans un immeuble ancien, sur le même palier que M. Zao, fin cuisinier retraité. Zao compte partir en maison de retraite, où il pourra compter sur l'amitié de Castellac, le mari de la concierge.
Mais Sarah attise sympathies et convoitises par sa beauté, sa liberté et sa tristesse. Zao rentre chez lui et l'entoure de ses prévenances.

## Fiche technique
- Titre : L'Idole
- Réalisation : Samantha Lang
- Scénario : Samantha Lang, Gérard Brach et Michelle Tourneur
- Photographie : Benoît Delhomme
- Costumes : Prisque Salvi
- Montage : Chantal Hymans
- Musique : Gabriel Yared
- Son : Michel Vionnet
- Production : Olivier Delbosc et Marc Missonnier
- Genre : drame, romance
- Pays :  France /  Japon /  Allemagne
- Durée : 110 minutes
- Date de sortie : France - 29 janvier 2003

## Distribution
- Leelee Sobieski : Sarah
- James Hong : Zao
- Jean-Paul Roussillon : Roger Castellac
- Liliane Rovère : Gilberte Castellac, la concierge
- Jalil Lespert : Philippe, amant de Sarah
- Marie Loboda : Caroline, la petite voisine
- Jany Gastaldi : Madame Bordas